# John Marjoribanks (1er baronnet)
John Marjoribanks, 1er baronnet (13 janvier 1763 - 5 février 1833) est un député écossais et deux fois Lord Provost d'Édimbourg.

## Biographie
Il est né le 13 janvier 1763, le fils aîné d'Edward Marjoribanks, de Hallyards and Lees, un éminent négociant en vins de Bordeaux, et de Grizel Stewart, fille d' Archibald Stewart qui est Lord Provost et député d'Édimbourg lors du soulèvement jacobite de 1745, puis jugé pour haute trahison et acquitté. Le frère de John, Campbell Marjoribanks devient président de la Compagnie des Indes orientales, son frère, le marchand londonien Stewart possède une compagnie maritime et devient député de Hythe, son frère Edward un associé de la banque Coutts &amp; Co et son frère James est juge dans la Compagnie des Indes orientales.
Marjoribanks est capitaine dans les Coldstream Guards, devient député de Buteshire aux élections générales de 1812 et en 1814 est Lord Provost d'Édimbourg. Il joue un rôle déterminant dans la construction de Regent Bridge à Édimbourg . Il est créé baronnet par brevet le 6 mai 1815. En 1818, il est élu au Parlement pour Berwickshire, qu'il continue de représenter pendant deux législatures jusqu'à la dissolution en 1826. Il est prévôt d'Édimbourg pour la deuxième fois en 1825 .
Il est décédé à Lees, Berwickshire, à l'âge de 70 ans le 5 février 1833.

## Famille
Marjoribanks épouse Allison, fille aînée de William Ramsay, de Barnton, Midlothian le 15 avril 1791, le couple a quatre fils et cinq filles :
- Edouard (janvier 1792 - janvier 1833)[6] [4]
- William Marjoribanks, 2e baronnet (15 décembre 1792 - 22 septembre 1834), qui devient capitaine dans la marine de la Compagnie des Indes orientales et épouse Mary, fille aînée d'Henry Stone, un banquier londonien[6] [4]
- Charles (1794 - 3 décembre 1833), fonctionnaire de la Compagnie des Indes orientales en Chine, et plus tard député du Berwickshire [6] [4]
- Janet, qui épouse en 1816 Robert Shuttleworth, de Gawthorpe Hall dans le Lancashire, qui meurt en 1818, laissant une fille unique, Janet, comme seule héritière ; et en 1825, se remarie à Frederick North, de Rougham, Norfolk[6] [4]
- David (1797-1873), qui devient marchand à Londres, Lord Lieutenant du Berwickshire et est élevé à la pairie en tant que baron Marjoribanks de Ladykirk. [6] [4]
- Rachael, qui épouse en 1823 Josiah Nesbit de la fonction publique de Madras[6] [4]
- Agnes, qui épouse en 1818 Sir Edward Poore, de Rushall, Wiltshire[6] [4]
- Mary, qui épouse en 1826 John Murray Nasmyth, fils unique de James Nasmyth, 2e baronnet, de Posso, Peebles[6] [4]
- Susan, qui épouse en 1824 Charles Craigie Halkett des baronnets Halkett[6] [4]